# 住宅の品質確保の促進等に関する法律
住宅の品質確保の促進等に関する法律（じゅうたくのひんしつかくほのそくしんとうにかんするほうりつ、平成11年6月23日法律第81号）は、新築住宅の瑕疵担保責任に関する法律で、民法に対する特別法である。略称は、品確法。
目的は、住宅の性能に関する表示基準・評価制度を設け、住宅紛争の処理体制を整備し、新築住宅の請負契約・売買契約における瑕疵担保責任について特例を設けることにより、住宅の品質確保の促進・住宅購入者等の利益の保護・住宅紛争の迅速・適正な解決を図ることである（1条）。
住宅は長期にわたり利用され、その間、一定以上の品質を確保することが求められる。しかし、民法上の瑕疵担保責任は1年であり、特約で排除できる。本法は、94条2項・95条2項でその期間を10年に延長し、特約で排除できない強行規定とする。

## 所管官庁
共同主所管
- 国土交通省住宅局安心居住推進課
- 消費者庁表示対策課

連携
- 国土交通省住宅局住宅生産課
- 法務省民事局民事第二課

## 構成
- 第1章 総則（第1条・第2条）
- 第2章 日本住宅性能表示基準（第3条 - 第4条）
- 第3章 住宅性能評価 
  - 第1節 住宅性能評価（第5条 - 第6条の2）
  - 第2節 登録住宅性能評価機関（第7条 - 第24条）
  - 第3節 登録講習機関（第25条 - 第30条）
- 第4章 住宅型式性能認定等 
  - 第1節 住宅型式性能認定等（第31条 - 第43条）
  - 第2節 登録住宅型式性能認定等機関（第44条 - 第57条）
- 第5章 特別評価方法認定 
  - 第1節 特別評価方法認定（第58条 - 第60条）
  - 第2節 登録試験機関（第61条 - 第65条）
- 第6章 住宅に係る紛争の処理体制 
  - 第1節 指定住宅紛争処理機関（第66条 - 第81条）
  - 第2節 住宅紛争処理支援センター（第82条 - 第93条）
- 第7章 瑕疵担保責任の特例（第94条 - 第97条）
- 第8章 雑則（第98条 - 第100条）
- 第9章 罰則（第101条 - 第108条）
- 附則